# 0983
0983 è il prefisso telefonico del distretto di Rossano, appartenente al compartimento di Catanzaro.
Il distretto comprende la parte orientale della provincia di Cosenza. Confina con i distretti di Castrovillari (0981) a nord, di Crotone (0962) a sud-est e di Cosenza (0984) a ovest.

## Aree locali e comuni
Il distretto di Rossano comprende 18 comuni inclusi nelle 3 aree locali di Cariati (ex settori di Cariati e Crosia), Corigliano Calabro e Rossano (ex settori di Longobucco e Rossano). I comuni compresi nel distretto sono: Bocchigliero, Calopezzati, Caloveto, Campana, Cariati, Corigliano Calabro, Cropalati, Crosia, Longobucco, Mandatoriccio, Paludi, Pietrapaola, Rossano, San Cosmo Albanese, San Giorgio Albanese, Scala Coeli, Terravecchia e Vaccarizzo Albanese .